# Cotinga de gorja taronja
La cotinga de gorja taronja (Pipreola jucunda) és una espècie d'ocell de la família dels cotíngids (Cotingidae). Habita boscos dels Andes del sud-est de Colòmbia i nord-oest de l'Equador.